# Канадский фестиваль тюльпанов

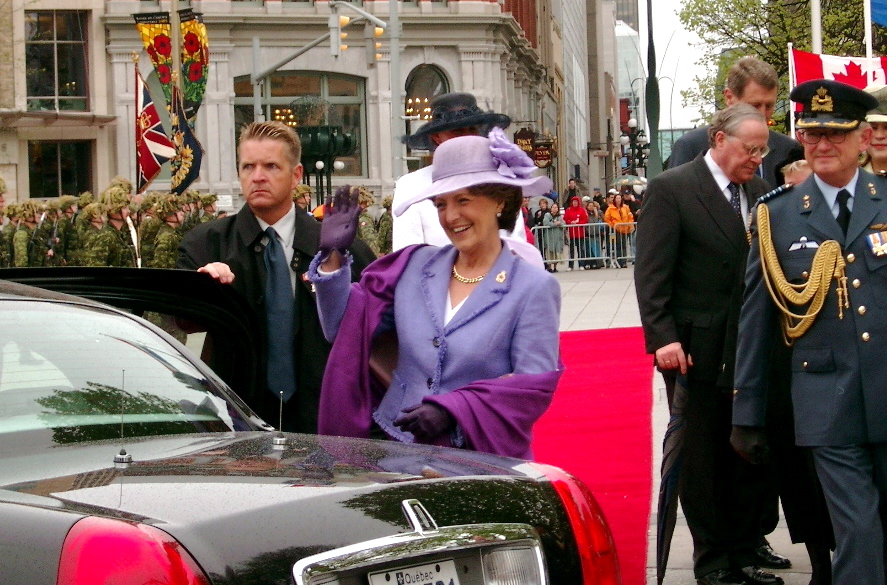
Принцесса Маргрит в Оттаве на Фестивале тюльпанов в мае 2002 г.

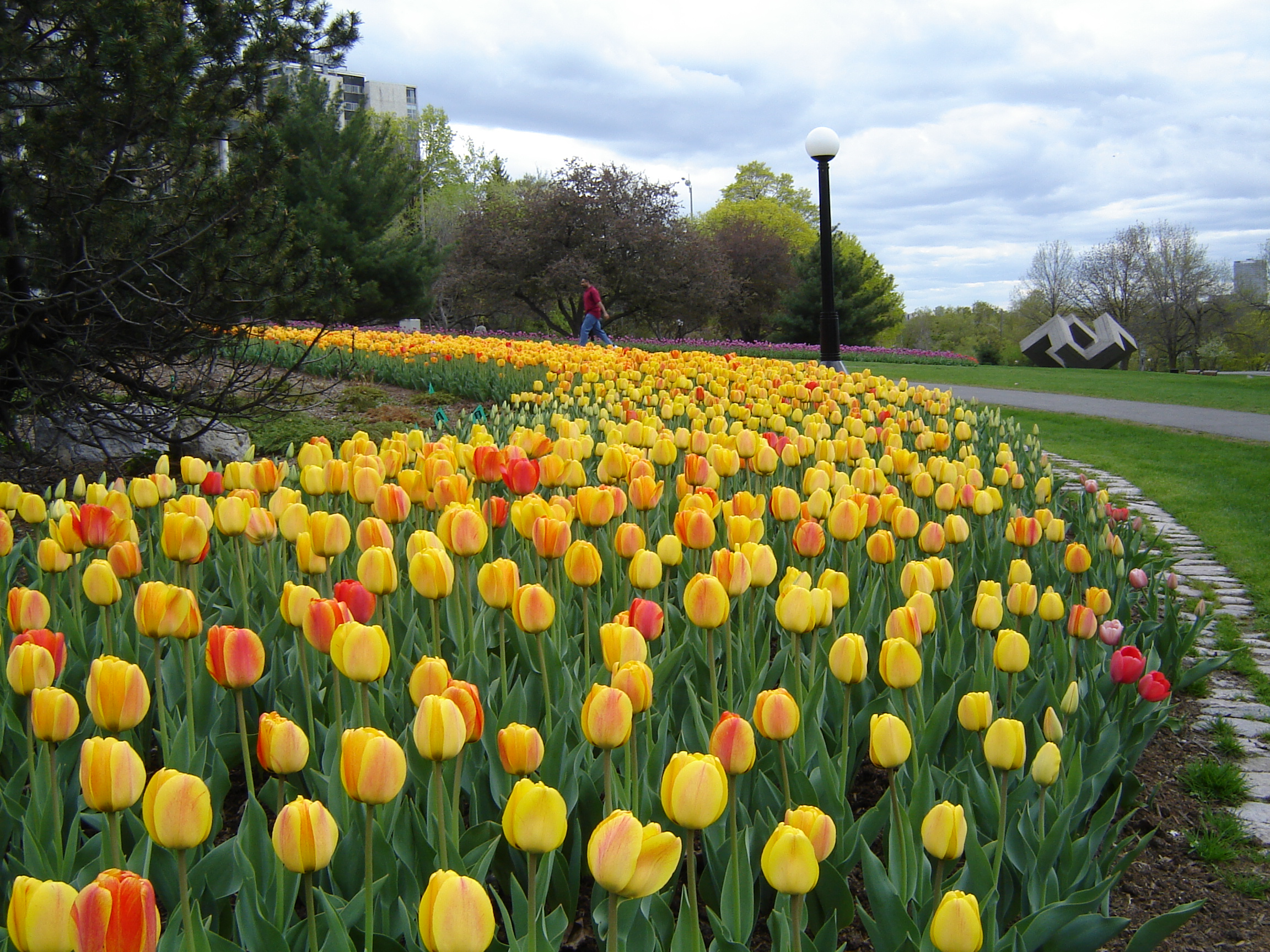
Сад провинций и территорий. 2005 г.

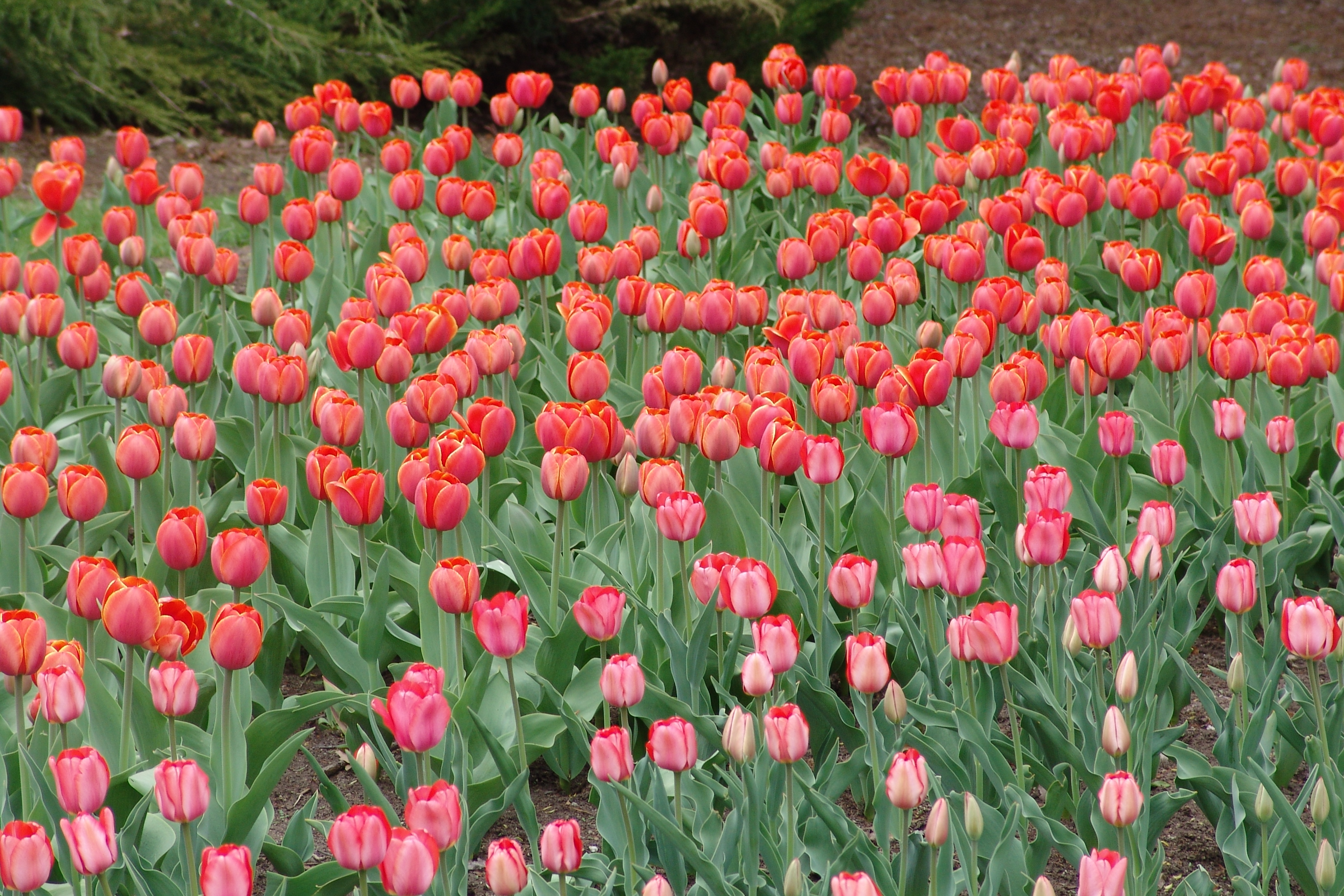
Клумба в парке Мейджорс-Хилл. Фестиваль 2006 г.

Канадский фестиваль тюльпанов (англ. Canadian Tulip Festival, фр. Festival canadien des tulipes, нидерл. Canadees Festival van de Tulp) — фестиваль, отмечающийся в Национальном столичном регионе Канады (города Оттава и Гатино). Проводится ежегодно в мае. В ходе фестиваля во многих публичных местах, а также у частных домов высаживаются клумбы тюльпанов разнообразных сортов. Это крупнейший из тюльпановых фестивалей мира, так как количество высаживаемых цветов достигает свыше 1 млн, а число зрителей — свыше 500 тыс. ежегодно.

## История
В 1945 году королевская семья Нидерландов отправила в Оттаву 100 тыс. луковиц тюльпанов в знак благодарности канадскому народу, приютившему семью на время оккупации. В 1943 году в Оттавской городской больнице родилась принцесса Маргарита, сестра принцессы Беатрикс, затем королевы Нидерландов. Для того, чтобы принцесса могла унаследовать нидерландское подданство, больница была временно объявлена международной зоной.
В 1946 году королевская семья отправила ещё 20 тыс. луковиц, чтобы устроить клумбу в больнице, и пообещала посылать дополнительно по 10 тыс. ежегодно.
Впоследствии выращивание тюльпанов превратилось в Оттаве в традицию, и в 1953 году Оттавский совет предпринимателей и фотограф Малак Карш (брат всемирно известного фотопортретиста Юсуфа Карша) организовали первый Канадский фестиваль тюльпанов. Королева Юлиана посетила фестиваль в 1967 году, а принцесса Маргрит приехала в 2002 году.

## Основные мероприятия
Клумбы с тюльпанами разнообразных сортов высаживаются во многих публичных местах Оттавы и Гатино. В ряде мест организуются публичные мероприятия. Крупнейшими такими местами являются Парк комиссара на озере Доу, а также ряд других мест вдоль канала Ридо. Во время фестиваля происходят выступления музыкантов, развлекательные мероприятия, продажа изделий кухонь разных народов.
Ранее, в течение многих лет, фестиваль сопровождался музыкальными концертами на открытом воздухе, однако после нескольких лет, когда в мае была холодная погода и на концерты пришло небольшое количество посетителей, в 2006 году фестиваль оказался на грани банкротства, в результате чего выступления под открытым небом пришлось прекратить.
Крупнейшие места высадки тюльпанов
- Парк комиссара — озеро Доу
- Парк провинций, Парламентский холм — столичный информационный центр
- Парк Холм майора

Места развлекательных мероприятий
- Канадский музей природы
- Национальная галерея Канады
- Королевский канадский монетный двор
- Библиотека и архив Канады
- Канадский военный музей
- Канадский музей цивилизации

Партнёрские места
- Ридо-холл
- Поместье Макензи-Кинг (парк Гатино)